# Sharon Bowles
Sharon Bowles (n. 12 iunie 1953, Oxford, Anglia, Regatul Unit) este un om politic britanic, membru al Parlamentului European în perioada 2004-2009 din partea Regatului Unit.